# Mike Krieger
Mike Krieger (São Paulo, 1986. március 4. –) amerikai-brazil mérnök. Az Instagram nevű képmegosztó közösségi portál társalapítója, a Stanford Egyetemen találkozott a másik alapítóval, Kevin Systrommal.